# Корнево (посёлок при железнодорожной станции, Ленинградская область)
Ко́рнево — посёлок при железнодорожной станции в Романовском сельском поселении Всеволожского района Ленинградской области.

## История
Основан как станционный посёлок Ириновской железной дороги в 1892 году.

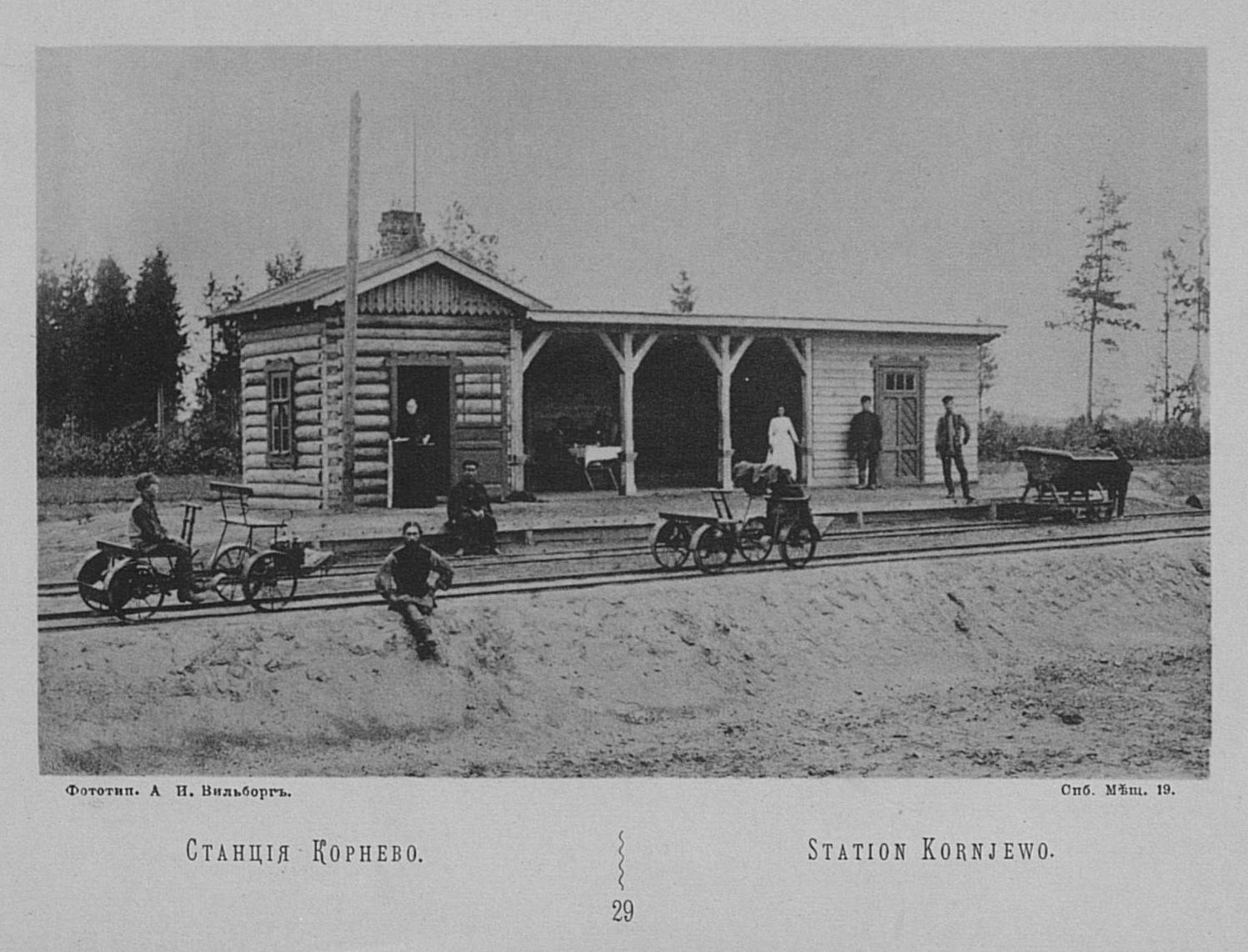
Станция Корнево. 1892 год

КОРНЕВО — станция Ириновской жел. дороги 1 двор, 4 м. п., 3 ж. п., всего 7 чел. (1896 год)

Административно относился к Рябовской волости 2-го стана Шлиссельбургского уезда Санкт-Петербургской губернии.
В 1911 году последняя владелица мызы Рябово Лидия Филипповна Всеволожская, начала устройство крупного дачного посёлка, для чего выделила из мызы и размежевала к востоку и смежно со станцией Корнево 91 участок земли.
Согласно переписи населения СССР 1926 года станция Корнево Романовского сельсовета Ленинской волости Ленинградского уезда была «без населения».

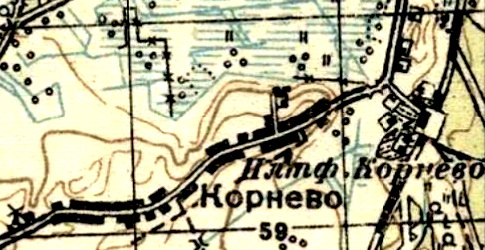
Платформа Корнево на карте 1931 года

По данным 1966 и 1973 годов посёлок при станции Корнево входил в состав Щегловского сельсовета.
С 23 октября 1989 года посёлок при станции Корнево находился в составе Романовского сельсовета.
В 1997 году в посёлке при станции Корнево Романовской волости проживали 304 человека, в 2002 году — 319 человек (русские — 76 %), в 2007 году — 330 человек.

## География
Расположен в центральной части района на автодороге 41К-064 «Дорога жизни» (Санкт-Петербург — Морье), у железнодорожной платформы Корнево к востоку и смежно с посёлком Романовка.
Расстояние до административного центра поселения — 2 км.

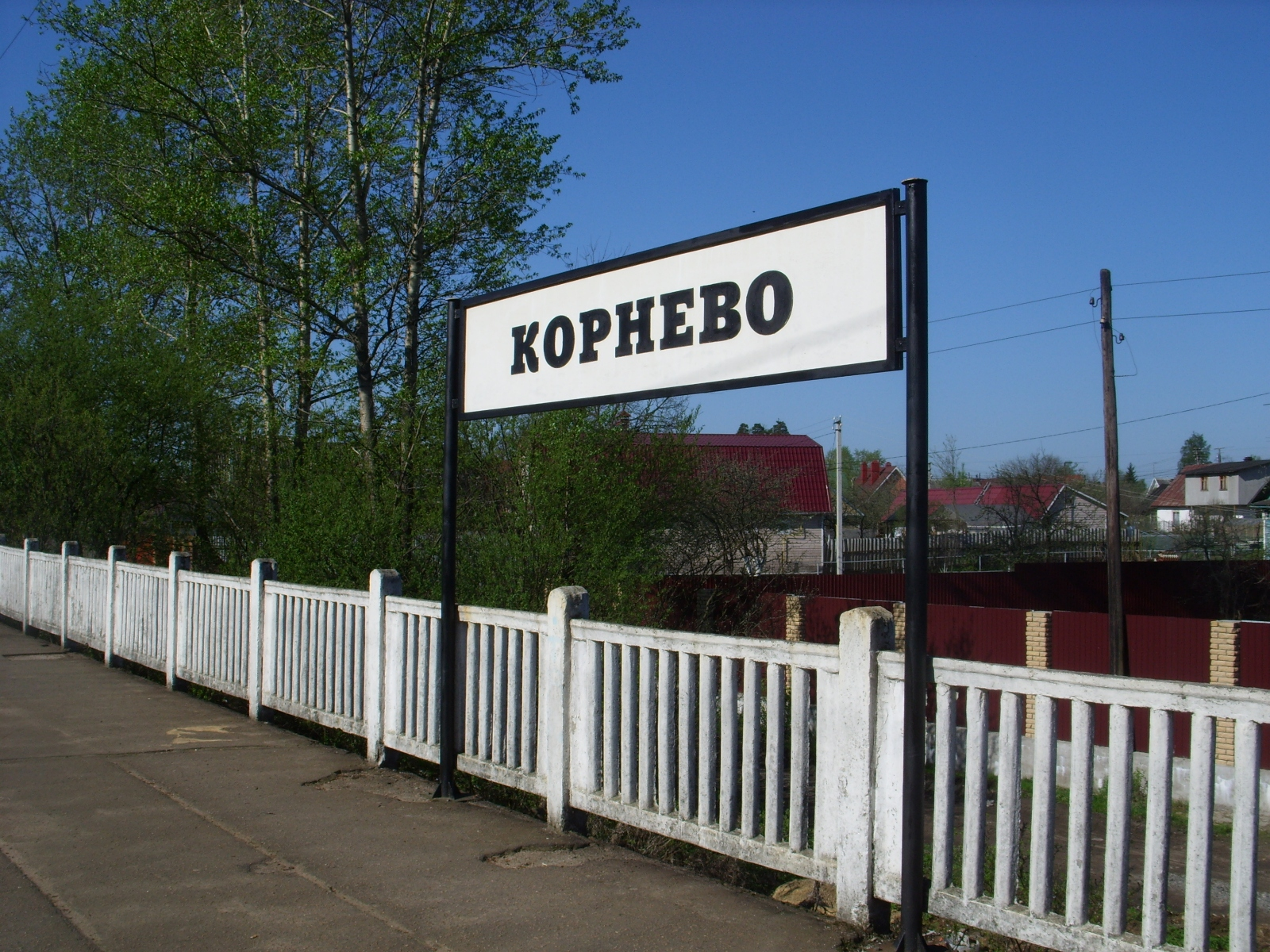
Платформа Корнево. 2010 год
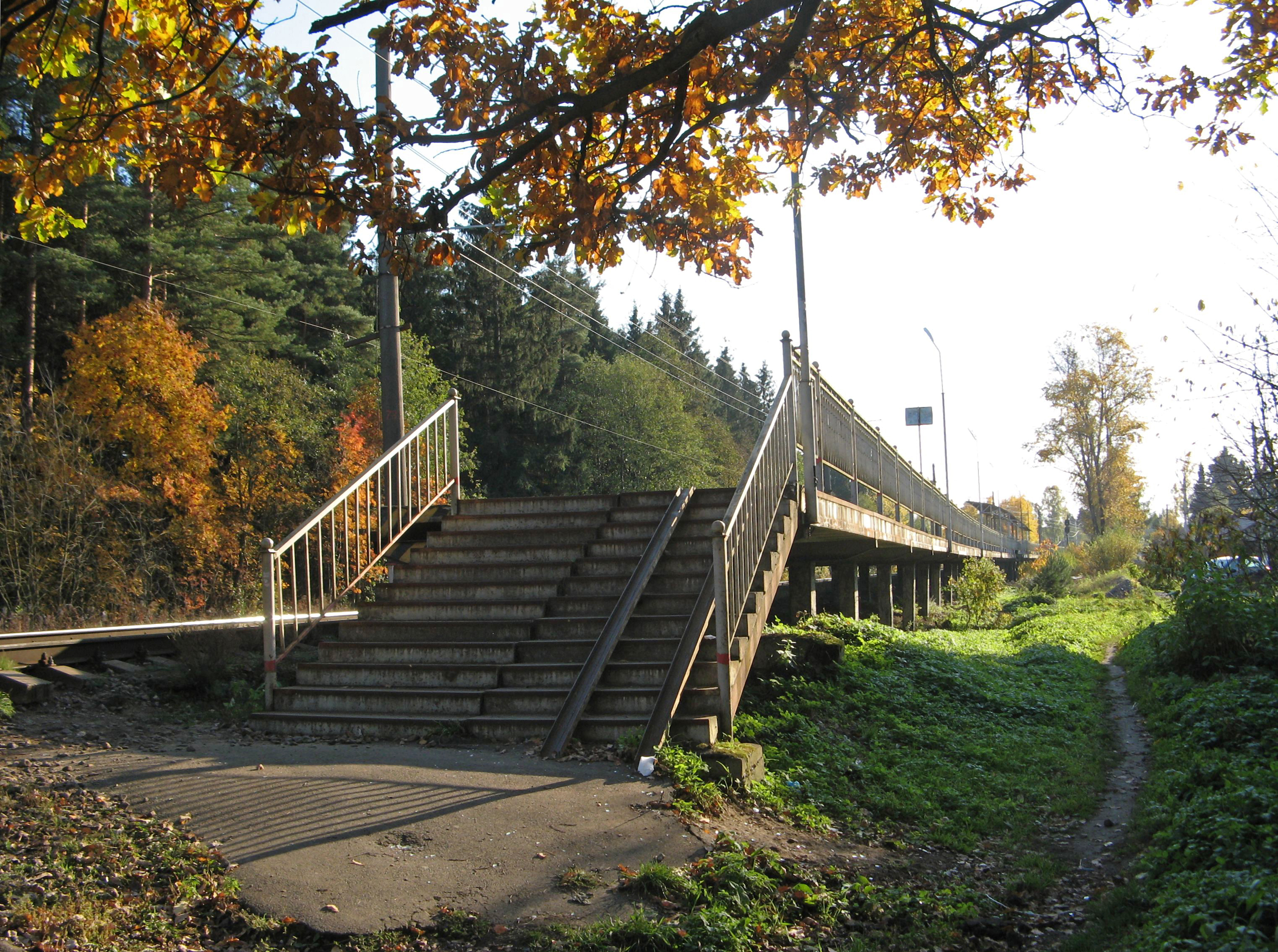
Платформа Корнево. 2021 год

## Демография
| 1896 | 1997 | 2002 | 2007 | 2010 | 2017 |
| ---- | ---- | ---- | ---- | ---- | ---- |
| 7    | ↗304 | ↗319 | ↗330 | ↗353 | ↗359 |

### Национальный состав
Согласно данным Всероссийской переписи населения 2021 года в посёлке проживали 466 человек, из них:
 русские — 390, армяне — 27, финны — 16, чуваши — 7, аварцы — 6, таджики — 4, белорусы — 2, украинцы — 2, немцы — 1, туркмены — 1, узбеки — 1, остальные национальность не указали.

## Улицы
Дачная, Железнодорожная, Заречный переулок, Зелёная, Лесная, Набережная, Первый проезд, Полевая, Станционная, Третий проезд, Центральный проезд.